# Paardensport op de Middellandse Zeespelen 1959
Paardensport is een van de sporten die beoefend werden tijdens de Middellandse Zeespelen 1959 in Beiroet, Libanon. Er waren zes onderdelen, alle voor mannen.

## Uitslagen

#### Prix méditerranée
| Event                     | Goud                          | Zilver                        | Brons                         |
| ------------------------- | ----------------------------- | ----------------------------- | ----------------------------- |
| Jumping Arabische paarden | Capt Jalabi                   | Kabbari Mohamed Hammad        | Pierre Asseily                |
| Jumping open klasse       | Verenigde Arabische Republiek | Verenigde Arabische Republiek | Verenigde Arabische Republiek |

#### Prix de la cité sportive
| Event                     | Goud                          | Zilver                        | Brons                         |
| ------------------------- | ----------------------------- | ----------------------------- | ----------------------------- |
| Jumping Arabische paarden | Libanon                       | Verenigde Arabische Republiek | Libanon                       |
| Jumping open klasse       | Verenigde Arabische Republiek | Verenigde Arabische Republiek | Verenigde Arabische Republiek |

#### Prix du cèdre
| Event                     | Goud                          | Zilver                        | Brons                         |
| ------------------------- | ----------------------------- | ----------------------------- | ----------------------------- |
| Jumping Arabische paarden | Libanon                       | Libanon                       | Libanon                       |
| Jumping open klasse       | Verenigde Arabische Republiek | Verenigde Arabische Republiek | Verenigde Arabische Republiek |

## Medaillespiegel
| Plaats | Land                          | Goud | Zilver | Brons | Totaal |
| 1      | Verenigde Arabische Republiek | 4    | 5      | 3     | 12     |
| 2      | Libanon                       | 2    | 1      | 3     | 6      |
| Totaal | Totaal                        | 6    | 6      | 6     | 18     |

1955 · 1959 · 1979 · 1983 · 1991 · 1993 · 1997 · 2005 · 2009 · 2018 · 2022
Atletiek · Basketbal · Boksen · Gewichtheffen · Gymnastiek · Paardensport · Schermen · Schietsport · Schoonspringen · Voetbal · Volleybal · Waterpolo · Wielersport · Worstelen · Zeilen · Zwemmen